# Національний парк Пантанал-Мату-Гросу
Національний парк Пантанал-Мату-Гросу (порт. Parque Nacional do Pantanal Mato-Grossense) — національний парк в Бразилії, розташований на території Пантанала, найбільшої заболоченої території у світі. Парк розташований в мініципалітеті Поконе штату Мату-Гросу, між затокою Сан-Маркус і гирлим річки Гурупі. Разом із Приватним парком SESC-Пантанал, з 2000 року парк належить до Світової спадщини ЮНЕСКО.